# August Stjernstedt (1828–1909)
Edvard August Stjernstedt, född den 2 mars 1828 på Risberga, Östuna socken, Stockholms län, död den 26 januari 1909 på Risberga, var en svensk friherre, politiker, underlöjtnant, godsägare och tecknare. 
Han var son till löjtnanten Lars Wilhelm Stjernstedt av släkten Stjernstedt och Fredrika Lovisa von Hofsten och från 1863 gift med Charlotta Therresed Nyberg (1842–1932) och fick med henne flera barn, bland andra friherren och riksdagsmannen Johan Stjernstedt samt friherren och direktören Gordon Stiernstedt. Han var därmed farfar till bland andra friherren och riksdagsmannen Lennart Stiernstedt och ämbetsmannen och författaren Jan Stiernstedt samt farbror till Sophie Stjernstedt. Efter officersexamen 1846 blev han följande år underlöjtnant men han tog avsked redan 1850 för att istället studera vid Ultuna lantbruksinstitut 1849–1851. Han var därefter verksam med skötseln av familjegodset Risberga säteri. August Stjernstedt var riksdagsledamot för ridderskapet och adeln vid ståndsriksdagen 1856/58. Vid sidan av sitt arbete var han verksam som konstnär och har efterlämnat bland annat porträtteckningar.